# Reihefahrt
Die Reihefahrt, historisch auch Bört- oder Beurtfahrt sowie Rangschiffahrt war eine zuerst in den Niederlanden entwickelte regulierte Form der Binnenschiffahrt.
Reihefahrt bezeichnet das serielle Abarbeiten von Transport-Aufträgen meistens durch Schiffer und sogenannte Schiffergilden, häufig in Zeiten schlechter Auftragslage. Durch die Reihefahrt, die den freien Wettbewerb der Schiffer unterbindet, sollten Frachtaufträge gleichmäßig verteilt werden. Es handelt sich also um eine Maßnahme der Marktregulierung. Angewandt wurde sie ab 1700 auf Elbe und Havel zwischen Hamburg und Berlin sowie im 19. Jahrhundert auf dem Stecknitz-Kanal zwischen Elbe und Trave. 
Die Reihefahrt gab es auch im Seeverkehr (Konferenz (Schifffahrt)), im Landfrachtwesen und auch später im Droschkenverkehr, wobei es bei diesen auch zu polizeilichen Verboten kam. Häufig ging die Reihefahrt mit dem Zwang zur Mitgliedschaft in der örtlich zuständigen Schiffer- oder Fuhrleutegenossenschaft einher, welche obrigkeitliche Exklusivrechte (Privilegien) für diese Form des Transports besaß.